# Bruce Weber

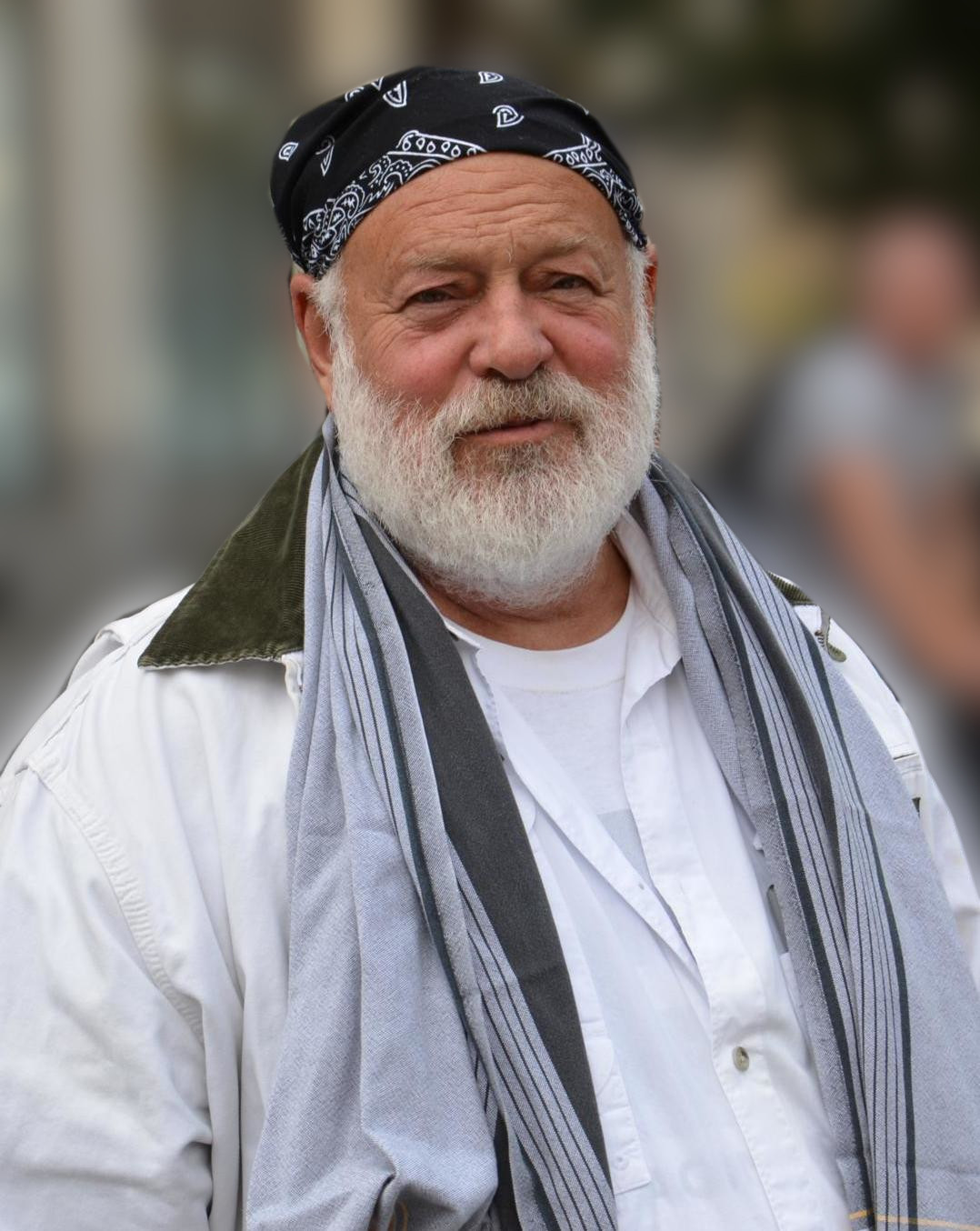
Bruce Weber em 2011

Bruce Weber (nascido em 29 de março de 1946) é um fotógrafo de moda e cineasta ocasional. Fez campanhas publicitárias para a Calvin Klein, Ralph Lauren, Pirelli, Abercrombie & Fitch, Revlon e Gianni Versace, e trabalhou para revistas como a Vogue, GQ, Vanity Fair, Elle, Life, Interview e Rolling Stone.

## Vida e obra
Weber nasceu em Greensburg, Pensilvânia, no seio de uma família judia. As suas fotografias de moda apareceram pela primeira vez no final dos anos 1970 na revista GQ, onde teve fotografias de capa frequentemente. 

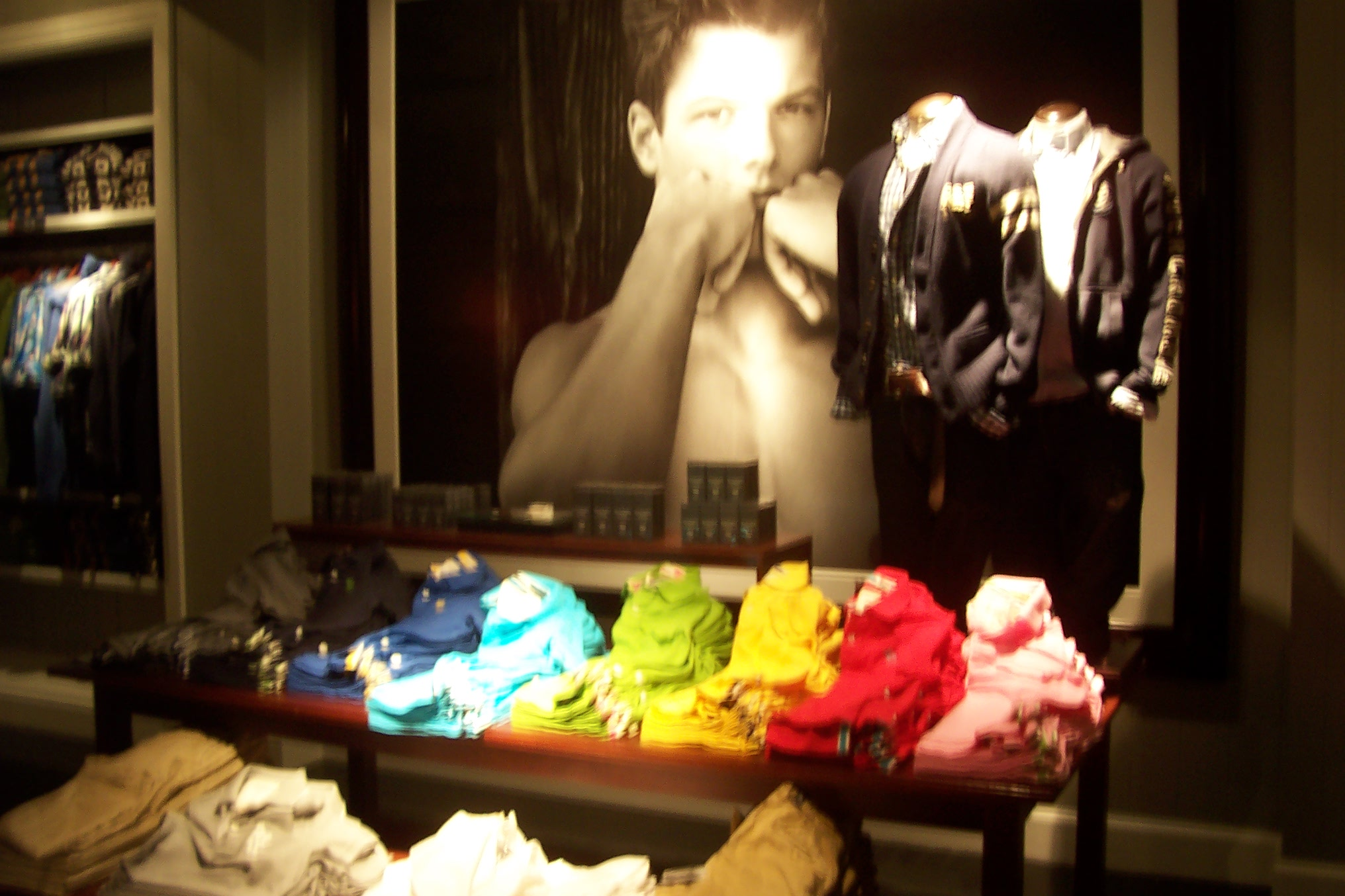
Uma fotografia de Weber servindo de fundo numa loja da Abercrombie and Fitch

Algumas das primeiras fotografias de moda de Weber apareceram no SoHo Weekly News e apresentavam uma série de homens vestindo apenas roupas íntimas. As fotos geraram uma grande polémica e Weber ficou com uma reputação de ousadia que não agrada a todos, ou, como ele diz: "Não trabalho editorialmente com um grande número de revistas porque muitas delas não querem o meu tipo de fotografia. É muito arriscado para elas".
Depois de fazer sessões de fotografia para e de pessoas famosas (muitas das quais figuraram na revista Interview de Andy Warhol), Weber fez curtas-metragens de pugilistas adolescentes (Broken Noses), dos seus amados cães e, mais tarde, um filme mais longo intitulado Chop Suey. Realizou também Let's Get Lost, um documentário de 1988 sobre o trompetista de jazz Chet Baker.
Weber fotografa sobretudo a preto e branco, embora também faça fotos a cores. A sua obra está reunida em livros de edição limitada, incluindo A House is Not a Home e Bear Pond, um dos primeiros trabalhos que mostra Eric Nies, da série The Real World da MTV, entre outros modelos.
A sua colaboração com Chris Isaak começou em 1986, com fotografias para o segundo álbum do cantor, intitulado <i id="mwYA">Chris Isaak</i>. Em 1988, Weber fotografou Isaak em tronco nu na cama para uma suplemento de moda da revista Rolling Stone.

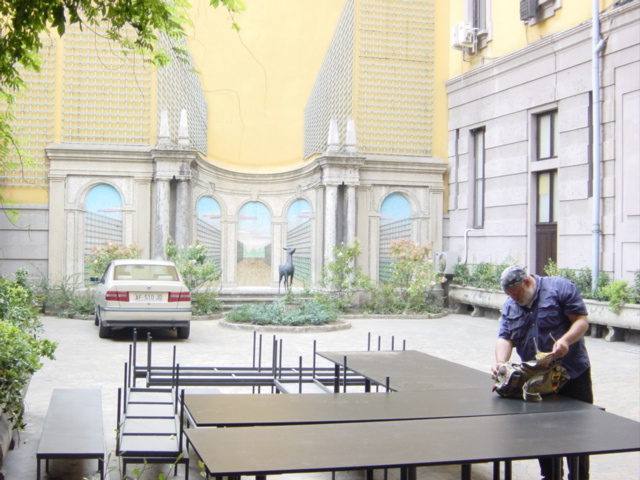
Weber na editora Condé Nast em Milão

## Marca de moda
Weber criou a marca de moda Weberbilt em 2003; a sua primeira linha, "comer, nadar, fazer sexo, dormir", foi colocada à venda em lojas em Londres e Miami Beach, na Flórida, em 2004.

## Ativismo
Bruce Weber e Nan têm sido ativistas sociais, contribuindo para uma série. Em 2014, Bruce foi homenageado pela ACRIA, uma organização internacional líder em investigação, educação e prevenção de HIV/SIDA.

## Alegações de assédio sexual
Em dezembro de 2017, o modelo Jason Boyce acusou Weber por assédio sexual, incluindo toques impróprios durante uma sessão de casting em 2014. O processo em tribunal visava também Jason Kanner, da Soul Artist Management, a agência de Boyce quando o suposto incidente ocorreu, e a Little Bear Inc., a produtora gerida por Nan Bush, a companheira de Weber. Um segundo modelo, Mark Ricketson, alegou ter sido também sujeito a assédio, em dezembro de 2017, e juntou-se ao processo de Boyce contra Weber.
Weber negou as acusações, afirmando ao The New York Times que eram "falsas" e que "nunca tinha tocado em ninguém de forma inadequada".
Em janeiro de 2018, o The New York Times publicou novas alegações de assédio sexual por quinze outros modelos masculinos contra Bruce Weber.
Em janeiro de 2019, Weber pediu ao tribunal que rejeitasse o processo de Jason Boyce, apresentando fotos e textos eróticos que o modelo lhe teria enviado antes e depois das sessões de fotografia. O juiz recusou e, à data de 30 de setembro de 2020, o caso continua.

## Filmografia

### Longas e curtas metragens
| Ano  | Título                                                                                      | Duração | Elenco |
| ---- | ------------------------------------------------------------------------------------------- | ------- | --- |
| 1987 | Broken Noses                                                                                | 75:00   | Andy Minsker |
| 1987 | Beauty Brothers (Parte I-IV)                                                                | 12h26   | Paul Dillon, Brian Dillon, Tim Dillon, Rodney Harvey, Maya Oloe                                                      |
| 1988 | Let's Get Lost                                                                              | 119:25  | Chet Baker, Chris Isaak, William Claxton, Flea, Lisa Marie, Rodney Harvey                                            |
| 1991 | Backyard Movie                                                                              | 8h55    | |
| 1994 | Gentle Giants                                                                               | 14h35   | |
| 1995 | The Teddy Boys of the Edwardian Drape Society                                               | 3:45    | Tobey Maguire |
| 2000 | Chop Suey                                                                                   | 94:00   | Peter Johnson, Robert Mitchum, Diana Vreeland, Jan-Michael Vincent                                                   |
| 2002 | CZ Guest Documentary Project                                                                |         | (em curso) |
| 2003 | A Letter to True                                                                            | 78:00   | Julie Christie (narradora), Marianne Faithfull (narradora), Dirk Bogarde, Elizabeth Taylor, Paul Smith, Tully Jensen |
| 2006 | The Legend of True                                                                          | 11h35   | |
| 2006 | A Tribute To The Delta Society                                                              | 02:23   | |
| 2006 | Best Friends                                                                                | 3:44    | |
| 2007 | Wine and Cupcakes                                                                           | 12h10   | Angela McCluskey, Paul Cantelon                                                                                      |
| 2008 | Looking for Chet, Again, In All The Familiar Places                                         | 25:00   | |
| 2008 | The Boy Artist                                                                              | 9h00    | |
| 2008 | You Feel Me?                                                                                | 3:36    | |
| 2009 | Liberty City Is Like Paris To Me                                                            | 16:00   | |
| 2014 | Iris                                                                                        | 79:00   | Iris Apfel |
| 2017 | Série de documentários "All-American"                                                       |         | (em curso) |
| 2018 | Nice Girls Don't Stay For Breakfast: Robert Mitchum Documentary, Paolo Di Paolo Documentary |         | (em curso) |

### Videoclipes
| Ano  | Canção                               | Duração | Artista       | Álbum                                   |
| ---- | ------------------------------------ | ------- | ------------- | --------------------------------------- |
| 1988 | Everything Happens to Me             | 3:42    | Chet Baker    | Let's Get Lost (álbum de banda sonora ) |
| 1990 | Being Boring                         | 4:55    | Pet Shop Boys | Behaviour                               |
| 1991 | Blue Spanish Sky                     | 4:13    | Chris Isaak   | Wicked Game                             |
| 1996 | Se a vida é (That's the Way Life Is) | 4:50    | Pet Shop Boys | Bilingual                               |
| 2002 | I Get Along                          | 5:46    | Pet Shop Boys | Release                                 |
| 2002 | Light My Fire                        | 3:44    | Will Young    | From Now On                             |

## Prémios e nomeações
| Ano  | Organização                                               | Prémio |
| ---- | --------------------------------------------------------- | --- |
| 1984 | Council of Fashion Designers of America                   | Resultados em fotografia |
| 1984 | American Society of Magazines                             | Fotógrafo de moda do ano |
| 1985 | Council of Fashion Designers of America                   | Resultados em fotografia, Festivais internacionais de cinema e TV em Nova Iorque, medalha de prata                           |
| 1985 | Art Directors Club Annual Exhibition                      | Prémio de Mérito em 2 categorias                                                                                             |
| 1986 | Clio Awards                                               | Reconhecimento em Vestuário                                                                                                  |
| 1986 | Fashion Video Awards                                      | Melhor vídeo de roupas infantis                                                                                              |
| 1988 | Art Directors Club Annual Exhibition                      | Medalha de Bronze para Beauty Brothers I-IV                                                                                  |
| 1988 | Festival Internacional de Cinema de Publicidade de Cannes | Leão de prata para Beauty Brothers I-IV                                                                                      |
| 1988 | International Documentary Association                     | Prémio para Broken Noses |
| 1988 | Festival de Cinema de Veneza                              | Prémio da crítica por Let's Get Lost                                                                                         |
| 1989 | Academia de Artes e Ciências Cinematográficas             | Nomeação para o Oscar por Let's Get Lost                                                                                     |
| 1989 | International Documentary Association                     | Prémio por Let's Get Lost |
| 1990 | Prémio Woolmark                                           | Prémio Woolmark de Moda Masculina                                                                                            |
| 1990 | Revista Music Week                                        | Prémio Vídeo do Ano para o vídeo Being Boring dos Pet Shop Boys                                                              |
| 1994 | Centro Internacional de Fotografia                        | 10º Prémio Anual Infinity de fotografia aplicada para fotografia em publicidade durante 1993                                 |
| 1997 | Fragrance Foundation                                      | Melhor publicidade na imprensa e na televisão para a fragrância desportiva feminina de 1996                                  |
| 1998 | Prémio FIFI                                               | Melhor publicidade na imprensa e na televisão para fragrâncias românticas                                                    |
| 1998 | Revista Life                                              | 1º Prémio Alfred Eisenstadt anual, Vencedor da Fotografia de Retrato                                                         |
| 2000 | Pratt Institute of Art                                    | Prémio Living Legend para fotografia e filme                                                                                 |
| 2003 | Prémio FIFI                                               | Novo Perfume Masculino do Ano - Luxe para Blue de Polo Ralph Lauren                                                          |
| 2003 | Prémio FIFI                                               | Melhor campanha publicitária nacional (imprensa e/ou TV) em 2002 para o perfume Established Women para da Polo Ralph Lauren  |
| 2005 | Centro Internacional de Fotografia                        | Prémio Getty Images pelo conjunto da obra                                                                                    |
| 2006 | Council of Fashion Designers of America                   | Prémio Eugenia Sheppard de Jornalismo de Moda                                                                                |
| 2007 | American Society of Magazine Editors                      | Finalista do National Magazine Award - categoria de portfólio de fotos para a história da W Magazine "Welcome to Motor City" |
| 2008 | Art Director's Club                                       | Homenageado no "Hall of Fame"                                                                                                |
| 2009 | Fundação Gordon Parks                                     | Prémio Gordon Parks de Fotografia de Moda                                                                                    |
| 2011 | Guild Hall                                                | Prémio pelo conjunto da obra em artes visuais                                                                                |
| 2014 | Prémio FIFI                                               | Melhor campanha de média do ano, Polo Red Fragrance                                                                          |
| 2014 | British Fashion Award (para Maison Louis Vuitton)         | Melhor campanha publicitária, Louis Vuitton "Series 2" Fashion Campaign                                                      |
| 2014 | Homenageado ACRIA                                         | Homenageado pelo seu compromisso de longa data com a organização e a luta contra a SIDA                                      |

### Livros e monografias
| Ano  | Título                                                                         | Págs | Editora                                                 | Género |
| ---- | ------------------------------------------------------------------------------ | ---- | ------------------------------------------------------- | --- |
| 1977 | Looking Good: A Guide For Men                                                  |      | Hawthorn Books (EUA)                                    | por Charles Hicks; fotos de Bruce Weber |
| 1978 | Etre Beau: Un Guide Pour Les Hommes                                            |      | Guy Authier (France)                                    | Edição francesa de Looking Good: A Guide For Men |
| 1983 | Bruce Weber                                                                    |      | Twelvetrees Press (EUA)                                 | Primeira monografia |
| 1983 | The Sun and the Shade Florida Photography, 1885–1983                           |      | Norton Gallery, West Palm Beach (EUA)                   | Catálogo de exposição |
| 1984 | Interview Magazine                                                             |      | Andy Warhol/Interview (EUA)                             | Edição especial de American Athletes of the 1984 Olympic Games; fotos por Bruce Weber |
| 1984 | Photographs Of Athletes                                                        |      | Olympus Gallery (U.K.)                                  | Publicado por ocasião da exposição na Olympus Gallery, Londres |
| 1986 | O Rio De Janeiro                                                               |      | Alfred A. Knopf (U.S.)                                  | Monografia |
| 1986 | Summer Diary 1986                                                              |      | Condé Nast (Vogue Italia) (Itália)                      | Suplemento especial da revista italiana Per Lui; fotos de Bruce Weber |
| 1987 | The Andy Book                                                                  |      | Doeisha Co., Ltd. (Japão)                               | Monografia sobre Andy Minsker, protagonista de Broken Noses |
| 1987 | Bruce Weber                                                                    |      | Idea Books (Itália)                                     | Catálogo da exposição em Veneza, no Palazzo Fortuny |
| 1988 | A Film Journal by Bruce Weber                                                  |      | Little Bear Films (EUA)                                 | Publicado em conjunto com o filme Let's Get Lost |
| 1989 | Bruce Weber                                                                    |      | Alfred A. Knopf (EUA)                                   | Monografia |
| 1990 | Bear Pond                                                                      |      | Bulfinch Press (EUA)                                    | Monografia |
| 1990 | Sam Shepard by Bruce Weber                                                     |      | Little Bear Press (EUA)                                 | Monografia sobre Sam Shepard, protagonizada por Jessica Lange |
| 1990 | Great Contemporary Nudes 1978–1990                                             |      | C-Two Gallery (Japão)                                   | Publicado por ocasião da exposição em Tóquio. (Caixa contendo 3 livros dedicados aos 3 fotógrafos participantes: Bruce Weber, Robert Mapplethorpe e Herb Ritts.) |
| 1991 | Bruce Weber                                                                    |      | Fahey Klein Gallery, Parco Exposure Gallery (EUA/Japão) | Publicado por ocasião da exposição em Nova Iorque, na Fahey Klein Gallery, e em Tóquio, na Parco Exposure Gallery |
| 1991 | Calvin Klein Jeans                                                             |      | Condé Nast (Vogue), Calvin Klein (EUA)                  | Suplementp especial da Vanity Fair, fotos de Bruce Weber |
| 1991 | Bear Pond                                                                      |      | Treville                                                | Monografia |
| 1992 | Hotel Room With A View: Photographs by Bruce Weber                             |      | Smithsonian Institution (EUA)                           | "Photographers at Work", A Smithsonian Series |
| 1994 | Gentle Giants                                                                  |      | Bulfinch Press (EUA)                                    | Monografia dedicada aos cães Terra-Nova |
| 1994 | No Valet Parking                                                               |      | Photology (Itália)                                      | Publicado por ocasião da exposição na Galleria Photology, em Milão |
| 1996 | A House Is Not A Home                                                          |      | Bulfinch Press (EUA)                                    | Monografia |
| 1996 | You Can Take The Boy Out Of Vietnam, But You Can't Take Vietnam Out Of The Boy |      | Condé Nast (Vogue Italia) (Itália)                      | Suplemento especial da revista L'Uomo Vogue publicado por ocasião da exposição Vietnam, Versace, Viaggi, Weber, em Milão, at Palazzo Reale |
| 1997 | Branded Youth and Other Stories                                                |      | Bulfinch Press (EUA)                                    | Monografia |
| 1997 | Pirelli Calendar                                                               |      | Pirelli Tires (Itália)                                  | Calendário de 1998, com: Patricia Arquette • Georgina Grenville • Daryl Hannah • Shalom Harlow • Eva Herzigova • Kirsty Hume • Elaine Irwin Mellencamp • Milla Jovovich •Kiara Kabukuru • Tanga Moreau • Carolyn Murphy • Rachel Roberts • Stella Tennant e B.B. King • Bono • Paul Cadmus • Francesco Clemente • Kris Kristofferson • John Malkovich • Ewan McGregor • Dermot Mulroney • Dan O'Brien • Sonny Rollins • Kelly Slater • Fred Ward |
| 1998 | The Chop Suey Club                                                             |      | Arena Editions (EUA)                                    | Monografia sobre Peter Johnson |
| 1999 | Shu Fly                                                                        |      | Little Bear Press (EUA)                                 | Monografia |
| 2000 | Stern Magazine                                                                 |      | TeNeues Publishing, Stern Portfolio (Alemanha)          | Spezial Fotografie Portfolio número 22 |
| 2001 | Roadside America                                                               |      | TeNeues Publishing, Stern Portfolio (Alemanha)          | Monografia No. 22 da série "Stern Portfolio" |
| 2001 | All-American                                                                   |      | Little Bear Press (EUA)                                 | 1º livro da série "All-American" |
| 2001 | Pirelli Calendar                                                               |      | Pirelli Tires (Itália)                                  | Calendário de 2003, com: Alessandra Ambrosio • Mariacarla Boscono • Sophie Dahl • Yamila Diaz-Rahi • Isabeli Fontana • Bridget Hall • Filippa Hamilton • Heidi Klum • Karolína Kurková • Jessica Miller • Sienna Miller • Rana Raslan • Eva Riccobono • Lisa Seiffert • Valentina Stilla • Natalia Vodianova e Marcelo Boldrini • Stéphane Ferrara • Tomasino Ganesh • Alessandro Gassman • Jak Krauszer • Ajay Lamas • Richie Lamontagne • Enrico Lo Verso • Davide Battista • Massimo Boninsegna • Giuseppe Conte • Luca di Marino • Pasquale Malzone • Raffaele Marciano • Alberto Perini • Serafino Roncacè |
| 2002 | All-American II: Short Stories                                                 |      | Little Bear Press (EUA)                                 | 2º livro da série "All-American" |
| 2003 | All-American III: Family Albums                                                |      | Little Bear Press (EUA)                                 | 3º livro da série "All-American" |
| 2003 | Hope: A Letter To True                                                         |      | Condé Nast (Vogue Italia) (Itália)                      | Suplemento especial da revista L'Uomo Vogue |
| 2003 | Thank Your Lucky Stars: John R. Hamilton                                       |      | Little Bear Press (EUA)                                 | Famosos de Hollywood nos bastidores pelo fotógrafo veterano de Hollywood, John R. Hamilton. Prefácio de Peter Bogdanovich |
| 2004 | All-American IV: Otherworldly                                                  |      | Little Bear Press (EUA)                                 | 4º livro da série "All-American" |
| 2004 | Stern Magazine                                                                 |      | TeNeues Publishing, Stern Portfolio (Alemanha)          | Spezial Fotografie Portfolio número 38 "Home Is Where The Heart Is" |
| 2005 | Blood Sweat And Tears: Or How I Stopped Worrying And Learned to Love Fashion   |      | TeNeues Publishing (Germany)                            | Monografia |
| 2005 | Filmography                                                                    |      | Kinetique Tokyo (Japão)                                 | Publicado por ocasião da exposição na Original True Gallery, em Tóquio |
| 2005 | All-American V: Is Love Enough?                                                |      | Little Bear Press (EUA)                                 | 5º livro da série "All-American" |
| 2006 | Sex And Words                                                                  |      | Visionaire (EUA)                                        | Monografia |
| 2006 | All-American VI: Larger Than life                                              |      | Little Bear Press (EUA)                                 | 6º livro da série "All-American" |
| 2006 | Kate Moss, Is The Girl That Got Away                                           |      | Condé Nast (Vogue Paris) (França)                       | Suplemento especial da revista Vogue Hommes International sobre Kate Moss |
| 2007 | All-American VII: 'Til I Get It Right - An Anthem For The South                |      | Little Bear Press (EUA)                                 | 7º livro da série "All-American" |
| 2007 | Live Here, Rent Free                                                           |      | Little Bear Press (EUA)                                 | Monografia |
| 2008 | All-American VIII: Nature's Way                                                |      | Little Bear Press (EUA)                                 | 8º livro da série "All-American" |
| 2009 | Roberto Bolle, An Athlete In Tights                                            |      | TeNeues Publishing (Alemanha)                           | Monografia sobre Roberto Bolle |
| 2009 | Cartier, I Love You                                                            |      | TeNeues Publishing (Alemanha)                           | 100 Anos da Cartier na América |
| 2009 | All-American IX: A Near-Perfect World                                          |      | Little Bear Press (EUA)                                 | 9º livro da série "All-American" |
| 2010 | Standing Tall: Portraits of the Haitian Community in Miami, 2003–2010          |      | Museum of Contemporary Art North Miami (EUA)            | Publicado por ocasião da exposição no Museum of Contemporary Art de Miami |
| 2010 | All-American X: Written In The Stars                                           |      | Little Bear Press (EUA)                                 | 10º livro da série "All-American" |
| 2011 | All-American Volume 11: Just Life                                              |      | Little Bear Press (EUA)                                 | 11º livro da série "All-American" |
| 2012 | All-American Volume 12: A Book Of Lessons                                      |      | TeNeues Publishing (Alemanha)                           | 12º livro da série "All-American" |
| 2013 | All-American Volume 13: Born Ready                                             |      | TeNeues Publishing (Alemanha)                           | 13º livro da série "All-American" |
| 2014 | Detroit Has Been Good To Me                                                    |      | Little Bear Press (EUA)                                 | Monografia |
| 2014 | All-American Volume 14: Affairs of the Heart                                   |      | TeNeues Publishing (Alemanha)                           | 14º livro da série "All-American" |
| 2015 | All-American Volume 15: Leap of Faith                                          |      | TeNeues Publishing (Alemanha)                           | 15º livro da série "All-American" |
| 2016 | All-American Volume 16: Wild Blue Yonder                                       |      | Little Bear Press (EUA)                                 | 16º livro da série "All-American" |
| 2016 | Far From Home                                                                  |      | Little Bear Press (EUA)                                 | Dallas Contemporary |
| 2017 | All-American Volume 17: Glory Be                                               |      | Little Bear Press (EUA)                                 | 17º livro da série "All-American" |
| 2018 | All-American Volume 18: Facing The World                                       |      | Little Bear Press (EUA)                                 | 18º livro da série "All-American" |
| 2018 | Azzedine Bruce Joe                                                             |      | Little Bear Press (EUA)                                 | Foundation Azzedine Alaia |
| 2018 | "Nice Girls Don't Stay for Breakfast" Film Journal                             |      | Little Bear Press (EUA)                                 | La Rabbia |
| 2019 | Holiday Magazine, The Egypt Issue                                              |      | Holiday Magazine (França)                               | Fotografia sobre a cultura e gente do Egito |